# Вейр
Вейр (англ. Weyr) — система пещер в кратере потухшего вулкана на вымышленной планете Перн, служащей домом для перинитских драконов и их всадников, описанных в фантастическом цикле Энн Маккефри «Всадники Перна». Также вейром называется отдельное жилище всадника и дракона.
На Перне существует 9 Вейров. Первоначальные Вейры, основанные на Северном континенте — Форт, Бенден, Плоскогорье, Телгар, Иста и Айген. После Восьмого Интервала были основаны Вейры на Южном континенте: Южный, Восточный (Монако) и Западный (Хонсю). Ко времени событий, описанных в последнем романе про Девятое Прохождение, планировалось так же основание Вейра Ксанаду на Южном континенте.
Порядок основания Вейров:
1. Форт (Старейший из Вейров, первый из основанных на Северном Континенте)
2. Бенден (Второй по старшинству)
3. Плоскогорье
4. Айген
5. Иста
6. Телгар
7. Южный
8. Монако (Восточный)
9. Хонсю (Западный)
10. Ксанаду

## Вейры Перна и относящиеся к ним холды
| Вейр               | Относящиеся к нему Холды    |
| ------------------ | --------------------------- |
| Форт               | Форт, Руат, Южный Болл      |
| Бенден             | Бенден, Битра, Лемос        |
| Плоскогорье        | Плоскогорье, Набол, Тиллек  |
| Айген              | Керун, Верхний Айген, Нерат |
| Телгар             | Телгар, Кром                |
| Южный              | Южный                       |
| Монако (Восточный) | Крупных Холдов нет          |
| Хонсю (Западный)   | Крупных Холдов нет          |
| Ксанаду            | Крупных Холдов нет          |

## Устройство Вейра
- Вейр располагается в Чаше, имеет несколько уровней. Верхние уровни представляют собой естественные или вырубленные пещеры-вейры, по размерам драконов. От кромки Чаши Вейра ко дну размер пещер увеличивается. На нижних уровнях располагаются вейры золотых королев и Предводителя Вейра, Площадка Рождений и Нижние Пещеры. На дне Чаши всегда наличествует проточное озеро, естественное или искусственное, где купают драконов. Также есть загоны для птицы и животных (быков, овец, верров, коз).
- Каждым Вейром руководит Предводитель. Им может стать всадник бронзового дракона, который догнал Золотую Королеву во время Брачного Полёта. Поэтому Предводитель Вейра может меняться при каждом Брачном полёте, но это происходит очень редко, так как Королева часто имеет постоянного партнёра и не позволяет никакому другому дракону приблизиться к ней.
- Старшая Всадница Золотой Королевы — Госпожа Вейра[2]. У неё на попечении обеспечение продовольствием Вейр, подготовка молодых всадников для полётов и организации Поиска кандидатов на Запечатление. Госпожу Золотой Королевы может обучать только Предводитель Вейра. Также Госпожа Вейра получает у Предводителя инструкции для Королевского Крыла.
- В каждом Вейре имеется несколько Крыльев драконов. Крыло состоит из примерно двадцати драконов. У каждого Крыла есть свой Командир.
- Вода в Вейре прогревается глубинным жаром магмы вулкана; таким образом отапливается Вейр и поставляется горячая вода для купален и кухонь.
- Каждый Вейр снабжается Десятиной, которая приходит из Холдов, подчинённых данному Вейру.
- Некоторые Всадники занимаются перевозками Лордов и Мастеров в каждый Вейр, Цех или Холд.

## Вейр (жилище всадника)
Любое место, где может жить дракон, называется индивидуальным вейром. По большей части речь идёт о гротах или пещерах в пределах Вейра. Каждый вейр состоит из пещеры для дракона и жилой зоны для самого Всадника. В пещере находится ложе из камня для драконов, от него обычно ведёт проход в жилое помещение всадника. В жилом помещении всадника есть спальня, бассейн, лифт для доставки еды из кухни, а также стол и скамья. Отдельный вейр внутри Вейра полностью изолирован, единственное средство попасть туда — полёт на спине дракона, за исключением вейров королев, расположенных у основания Чаши и соединённых с ней лестницами.